# Edgardo Marín
Arturo Edgardo Marín Méndez, más conocido como Edgardo Marín (Santiago, 31 de mayo de 1943), es un periodista deportivo chileno. Ha destacado tanto como redactor como autor de libros relacionados con el tema deportivo.  El año 1989 recibió el "Premio Raúl Prado Cavada" por su aporte al Periodismo Deportivo, distinción que anualmente otorga Colo-Colo. En 1993 recibió el Premio Nacional de Periodismo Deportivo. En 2013 se adjudicó el "Premio Maestro del Periodismo Deportivo".

## Trayectoria
Edgardo Marín es uno de los primeros periodistas universitarios que hubo en Chile, recibido en la Universidad Católica. En 1964 comenzó sus labores en el El Diario Ilustrado, donde estuvo dos años antes de integrarse a Estadio, gracias a quien el propio Marín llama su "Padre Periodístico", Antonino Vera. En dicha publicación estaba cargo de las crónicas de fútbol, además de la sección Mini Cosas.
Cuando Antonino Vera asumió la dirección de la revista Estadio en enero de 1970, Marín encabezó, junto a Julio Salviat, el proceso de modernización de la publicación, especialmente en la organización del archivo periodístico y fotográfico.
En 1976, junto con Vera, Salviat y el empresario Francisco Fluxá, adquirieron la revista Estadio constituyendo la llamada Sociedad de Publicaciones Deportivas Ltda., que posteriormente se denominó Sociedad Editora Estadio Ltda.
Cuando Antonino Vera fue despedido de la revista Estadio en junio de 1979, Marín renunció a la publicación junto con la plana histórica. Posteriormente, trabajó en diversos medios escritos como las revistas Deporte Total (1981-1985), Don Balón (1995-1997), El Gráfico Chile (1998-1999), diario La Tercera y diario El Mercurio (2001-presente).
También laboró como comentarista de los programas La Chispa del Deporte (marzo 1986-diciembre 1987) de Radio Chilena y Deporte Total (febrero 1988-diciembre 1998) de la extinta radio Minería, y en las transmisiones deportivas en los antaños Canal 9, Teleonce, Canal 11 y RTU (julio 1979-agosto 1984, noviembre 1990-enero 1992), donde además de partidos de fútbol, también comentó partidos de tenis y combates de boxeo; Televisión Nacional de Chile (marzo-julio 1990), La Red (1995-1996) y Chilevisión (junio 1996-enero 2002). En los últimos años formó parte del panel del programa Al Aire Libre de Radio Cooperativa.

## Obras publicadas
Además de su carrera periodística, propiamente tal, también ha publicado diversos libros referidos a la actividad deportiva. De esta manera, es considerado también como historiador deportivo.
| Obra                                                      | Año  |
| --------------------------------------------------------- | ---- |
| De David a Chamaco (coautor con Julio Salviat)            | 1975 |
| La Roja de Todos (Selección Chilena de Fútbol 1910-1985)  | 1985 |
| La Historia de los Campeones (1933-1988)                  | 1988 |
| La Historia de los Campeones (1933-1991)                  | 1991 |
| Centenario: Historia Total del Fútbol Chileno (1895-1995) | 1995 |
| Historia del Deporte Chileno (compilador)                 | 2007 |
| La Selección de Julio Martínez (compilador)               | 2009 |

## Premios
| Premio                                  | Año  |
| --------------------------------------- | ---- |
| Premio Raúl Prado Cavada                | 1989 |
| Premio Nacional de Periodismo Deportivo | 1991 |
| Premio Maestro del Periodismo Deportivo | 2013 |

## Biografía
- Reseña biográfica publicada por Editorial Planeta en libro "La Selección de Julio Martínez". ISBN 978-956-247-473-3 .Registro Propiedad Intelectual N° 180.910 de 2009.